# Belgische wetgevende verkiezingen 1845
Wetgevende verkiezingen vonden plaats in België op dinsdag 10 juni 1845 voor de gedeeltelijke vernieuwing van de Kamer van volksvertegenwoordigers. Er werden in totaal 48 van de 95 volksvertegenwoordigers verkozen in de provincies Antwerpen, Brabant, West-Vlaanderen, Luxemburg en Luik. 

## Kiessysteem
Het kiesstelsel in België was vastgelegd in de Grondwet van 1831 en in de Kieswet van 3 maart 1831. Het systeem had volgende kenmerken:
- Een meerderheidsstelsel, waarbij een kandidaat een absolute meerderheid van stemmen (al dan niet in een tweede stemronde) nodig had om verkozen te worden.
- Een districtenstelsel, waarbij elk arrondissement een of meer volksvertegenwoordigers en senatoren verkoos.
- Een termijn van vier jaar voor volksvertegenwoordigers en acht jaar voor senatoren, waarbij de leden van twee reeksen van provincies alternerend werden vernieuwd.
- Het cijnskiesrecht, waarmee iedere Belgische man die ouder dan 25 jaar was en een bepaalde hoeveelheid cijns betaalde, stemrecht kreeg. Hierdoor was er een beperkt kiezerskorps. Elke kiezer kon een stem uitbrengen per kandidaat, voor zover er leden te verkiezen waren.
- Een stemming in de hoofdplaats van het arrondissement, waarbij alle kiezers van het arrondissement (het kiescollege) zich naar hetzelfde stemlokaal diende te verplaatsen, eventueel verdeeld in stembureaus.

## Uitslagen
Charles Rogier werd zowel door het arrondissement Antwerpen als Brussel verkozen, maar koos ervoor om voor Antwerpen te zetelen.
In het arrondissement Dinant (1 volksvertegenwoordiger) versloeg de liberaal Victor Pirson de katholieke kandidaat Hadelin de Liedekerke met 30 stemmen verschil.

## Verkozenen
- Kamer van volksvertegenwoordigers (samenstelling 1845-1848)